# Bill Couturié
William Couturié és un director i productor de cinema, conegut sobretot pel seu treball en el camp del pel·lícula documental.

## Honors
Va guanyar el Premi Oscar de 1989 pel documental sobre la VIH/SIDA Common Threads: Stories from the Quilt que va produi amb Rob Epstein i diversos Premis Emmy per la seva pel·lícula de 1987 Dear America: Letters Home from Vietnam, que dirigir, escriiure i produir.

## Altres obres
Couturié va ser un dels primers col·laboradors del cineasta John Korty, treballant en el seu llargmetratge d'animació de 1983, Twice Upon a Time juntament amb George Lucas. El seu únic crèdit en videojocs és ser productor del joc d'arcade Laserdisc Freedom Fighter, del qual també hi van participar Charles Swenson i Ken Melville de Twice Upon a Time. Més recentment, va coproduir i dirigir la pel·lícula Guru of Go, un documental per a la sèrie ESPN 30 for 30 sobre la ofensiva poc ortodoxa de bàsquet de Paul Westhead a Loyola Marymount University anomenada "The System" amb Gregory "Bo" Kimble i el difunt Hank Gathers.

## Filmografia
- Can't It Be Anyone Else (1980); productor
- Porklips Now (1980): productor
- Twice Upon a Time (1983); productor i guionista[4][5]
- Vietnam Requiem (1984); director i productor
- Dear America: Letters Home from Vietnam (1987); director, productor i guionista[6]
- Freedom Fighter (Laserdisc arcade game) (1987); productor
- Common Threads: Stories from the Quilt (1989); productor
- Memorial: Letters from American Soldiers (1991); director i productor
- Earth and the American Dream (FI) (1992); director, productor i guionista[7]
- Loyalty & Betrayal: The Story of the American Mob (1994); productor executiu
- Ed (1996); director i productor executiu
- A Place at the Table (2001); productor executiu
- Mighty Times: The Legacy of Rosa Parks (2002); productor executiu
- The West Wing Documentary Special (2002); director i guionista
- Last Letters Home: Voices of American Troops from the Battlefields of Iraq (2004); director i productor[8]
- Into the Fire (2005); director i guionista
- Boffo! Tinseltown's Bombs and Blockbusters (2006); director, productor i guionista
- The Alzheimer's Project (2009); director i productor (1 episodi)
- Guru of Go (2010); director i productor (projectat a 30 for 30)[9]
- Thumbs (2011); director